# 雜色非鯽
雜色非鯽（学名：Coptodon discolor），為輻鰭魚綱䲁形目麗魚科的其中一種，其种加词“discolor ”意为“异色的”。被IUCN列為易危保育類動物，分布於非洲象牙海岸西南部及迦納南部的淡水流域，體長可達22.5公分，棲息在底層水域，生活習性不明。